# Сколоти
Сколо́ти (грец. Σκολότοι) — самоназва (принаймні на середину VI ст. до н. е.) групи кочових племен, яких значно частіше називають більш архаїчним (відомим з початку VII ст. до н. е.) варіантом цього ж етноніму, а саме — скіфи європейські, чи скіфи. На відміну від останнього, який згодом було розповсюджено на безліч кочових племен незважаючи на їхню етнічну належність, етнонім сколоти застосовується лише до тих іранців-кочовиків, які близько межі VII—VI ст.ст. до н. е. вдерлися до Північного Причорномор'я, підкорили тубільну людність степу та Лісостепу й утворили державне об'єднання, яке ввійшло в історію під назвою Велика Скіфія .
Протягом XIX—XX століть щодо етнічної належності сколотів та походження цього етноніму неодноразово висувалося багато різноманітних теорій та гіпотез, більшість з яких вже втратила свою актуальність. Наразі, зі збільшенням доказової бази, доведено, що етнонім сколоти не має жодного стосунку ані до тогочасних слов'ян (чи балто-слов'ян), ані до жодних інших етносів, окрім, власне, скіфів європейських, і має, наразі майже загальновизнану, етимологію (у двох дуже близьких варіантах):
- скіф. (VI ст. до н. е.) *skula-tā (грец. Σκόλοτοι) < скіф. (VII ст. до н. е.) *skuδa-tā  (грец. Σκύϑαι, ассир. Ašgūzai/ Išgūzai) < д. іран. *skuda-*tṷa  — укр. «лучники».[1]

- скіф. (VI ст. до н. е.) *skulut(a) (грец. Σκόλοτοι) < скіф. (VI ст. до н. е.) *skul(a) (грец. Σκύλης) — укр. «належні до народу-лучників / належні до нащадків Скіла / Скіфа»[2] — геродотове «всі вони разом, як кажуть, називаються сколотами, а ця назва була ім'ям їхнього царя.»[3]

## Інтерпретації геродотового міфу просколотівта військово-політичний устрій Європейської Скіфії
Інтерпретація міфа про трьох Таргітаєвих синів (текст) як соціальної структури суспільства сколотів було започатковано Ж. Дюмезілем. Ж. Дюмезіль висловив думку, що три визначені групи скіфів-сколотів це:
- паралати (грец. παραλάται) — царі (правителі)-жерці;
- авхати (грец. αυχάται) — воїни (військова верства);
- катіари (грец. κοτιαριοι) та траспії (грец. τρασπιες) — які подані Геродотом однією групою, відповідають, за Ж. Дюмезілєм, рядовим общинникам — пастухам.

Близьку модель скіфського суспільства розглядав Грантовський Е. А., з тією відмінністю, що паралати — царі-воїни, авхати — жерці. Цю думку поділяють Раєвський Д. С., Бухарін М. Д., Кулланда С. В. тощо. Запропоновані Грантовським Е. А. та Абаєвим В. І. етимології трьох синів Таргітая, як й етимології Ж. Дюмезіля, застаріли, й, ‎наразі, переконливих не висловлено. Зроблено спробу (з новими етимологіями) вдруге пов'язати імена царів-епонімів з трьома стихіями.
Але, резюмуючи висловлену гіпотезу, Ж. Дюмезіль зазначає, що «в цілому суспільний лад скіфів був, ймовірно, швидше двошаровим, ніж трифункціональним; … між вільними людьми не було іншого поділу, крім як на ældar — „військових ватажків“, „верхівки“ (серед яких „царі“ становили видатну, відокремлену частину, відмежовану від військової діяльності) та на загал або військо æfsad (… авест. … spāda, spadha). Однак і ті й інші, мабуть, на рівних брали участь в економічному житті, володіли худобою та землею при більшому чи меньшому рівні заможності та певних відносинах залежності.»
Безумовно, після такого висновку «будь-які його ж етимологічні спекуляції видаються недоречними».
| «Проте Ж. Дюмезіль правий, стверджуючи, що скіфське суспільство далеко відійшло від традиційної індоєвропейської чи іранської моделі … скіфське суспільство було значно більше гетерогенним, аніж уявляється тим, хто схильний сприймати його в рамках тристанової індоєвропейської моделі … Традиційна модель суспільства, ймовірно, продовжувала існувати у скіфів у сфері ідеології. Й нові соціальні відносини навіть у часи Геродота усвідомлювалася за її зразком.»[8] |
Висловлено й дещо іншу думку, а саме: три групи скіфів-сколотів не соціальна, а військово-політична структура сколотського суспільства, аналог так званій «тріадній організації орди (кочової держави)», де:
- паралати — сакралізований «центр» політичної та судової влади (найбільше царство);
- авхати — «праве крило», професійне постійне військо;
- катіари та траспії — «ліве крило», рядові общинники, яких у разі потреби долучали до війська тимчасово, на непрофесійній основі.[9]

Імовірно, що переказаний Геродотом міф є відображенням останнього етапу формування політичної структури та, власне, етносу сколотів, які відосяться до VI ст. до н. е., і є сколотською традицією, адаптованою до нового місця орди (Пн. Причорномор'я), й до нової її етнічної структури. На певному етапі в «орді» виділилося плем'я паралати — чи змінило назву одне з племен (порівн. Екзампей — асампати), чи з загалу виділився певний рід наразі визначити неможливо. Окремої уваги заслуговує той факт, що пануюче плем'я/рід було не сайї (царі), а паралата — перші серед рівних. Порівняння структури скіфського суспільства зі структурою суспільства Нартів (осетинського «ідеального суспільства минулого») дають підстави для припущення, що паралати — царі-жерці, а не царі-войни (Алагата нартівського епосу), що не суперечить й наступним висновкам:
| «… сенс життя, його мету людина космологічного періоду бачила саме в ритуалі, основній суспільній та економічній діяльності людського колективу. Головною ж фігурою ритуалу був цар в архаїчній ролі першосв'ященика. У цей період цар був, безсумніву, учасником космологічного дійства, а не історичного процесу; його роль у суспільстві визначалася його космологічними функціями, подібними до функцій інших сакральних представників „центру світу“ (світове дерево, світова гора, божество, трон тощо).»[10] |
Отже, описаний Геродотом 
| «Тричленний поділ Скіфії… був вираженням на соціально-політичному рівні ідеальної тричленної моделі світу, характерної для скіфської культури. В умовах тричленного адміністративного розподілу Скіфії відповідні структурні підрозділи скіфської орди (два „крила“ та „центр“) мали, ймовірно, відповідну територію та керувалися найближчими родичами царя, які також були „царями“. Не дивно, що ці структурні одиниці сприймалися Геродотом як відносно незалежні царства-басилеї, що, безумовно, й було відображено при опису скіфського плану війни з Дарієм.»[9] |
І, безумовно, цей давній етнічний міф проходив відповідні трансформації, віддзеркалюючи зміни, що відбувалися у скіфському суспільстві.
Після сарматської навали 280-270-их рр. до н. е. Європейська Скіфія як домінуюче у регіоні об'єднання перестала існувати, територія Скіфії була обмежена Таврикою та Добруджею, й малоймовірно, щоб таке незначне політичне утворення було організоване за принципом тричленної орди, а пізньоскіфське суспільство було поділено на соціальні шари, які ми бачимо у повідомленнях Лукіана, а саме:
- грец. τοῦ βασιλειον γένος — представники царського роду;
- грец. τὣν πιλοφορικὣν — ті, хто носить священну шапку;
- грец. οι όκτάποδες — «восьминогі», володарі підводи та двох волів, зубожілий загал.

На теренах Тавроскіфії з мігрантами-меотами набуває поширення новий міф, який було, найімовірніше, викладено у меотському середовищі — міф про Пала та Напа.

## Періодизація процесу формування етносускіфів-сколотів
| «початок — перша половина VII ст. до н. е. — просування зі сходу на територію степів Північного Кавказу і Північного Причорномор'я протоскіфських племен … стало вихідною точкою етногенезу скіфів; VII — початок VI ст. до н. е. — утворення в період походів до Передньої Азії етносоціальної структури скіфського об'єднання, заснованої на підкорені протоскіфамі кімерійського населення … VI ст. до н. е. — утворення північнопричорноморської Скіфії в межах Степу та Лісостепу … кінець VI–V ст. до н. е. — формування скіфського етносу в результаті прискорення об'єднавчих етногенетичних процесів всередині кочової орди.»[9] |
Використовуючи різні античні джерела та сюжети скіфо-сколотської міфології запропоновану вище періодизацію можна викласти дещо докладніше, а саме:
- до/ близько 680 рр. до н. е. — скіфи авхати, атернії, асампати[17] під тиском ісседонів[18] вдерлись до Пн. Кавказу та частково знищили, частково підкорили місцеві кімерійські племена[9][15] (останній факт, можливо пояснює згадки у асирійських джерелах спільних скіфам кімерійців та відповідне повідомлення Плінія);[19][20]
- протягом VII ст. до н. е. виділення у скіфській еліті правлячого роду/династії сакралізованих царів-жерців, царів-суддів (нижню межу датовано згадкою мифічного пращура паралатів Колаксая у Алкмана — грец. ίππος... Κολαξαίος);[21]
- VI ст. до н. е. — міграція скіфської орди/об'єднання до Пн. Причорномор'я, залучення нових кімерійських груп до політичної структури об'єднання скіфів, «здобуття Батьківщини» (дружина Папая — донька Борисфену), остаточне викладення скіфо-сколотського етно-політичного міфу, записанного Геродотом.

| «… остаточне оформлення легенди відбулося після створення Скіфського царства [у Пн. Причорномор'ї] під верховенством племені царських скіфів. Саме тоді … легенду доповнено новими епізодами, в яких знайшли відображення особливості суспільного устрою Скіфії. Головною тенденцією при цьому було прагнення підкреслити спільність походження всіх скіфів, обґрунтувати божественне встановлення властивих Скіфії соціальних відносин, особливо підпорядкування всіх її племен царським скіфам і їх династії, і утвердити думку, що скіфське об'єднання виникло в результаті добровільного визнання чільного місця нащадків Колаксая.»[8] |

## Мовасколотів (скіфів європейських)
Аналіз наявного матеріалу дає підстави для висновку, що мова скіфів-сколотів належить до пд.-сх. групи іранських мов (разом з мовою пушту, бактрійською, муджанською-їдга).
| «Наразі можна говорити про наявність у скіфській цілої низки інновацій, які дають змогу відрізняти її від інших західно- й східноіранскіх мов (за винятком хіба що бактрійської) і постулювати існування вже в давнину південно-східноіранської мовної підгрупи…»[22] |
Докладніше: Скіфська мова

## Скіфо-сколотськіетноніми часу появи скіфів у Європі та початку формування їхнього етносу, етнічні міфискіфів-сколотівв античних джерелах

### «Арімаспея»Арістея з Проконнесу(у переказі Геродота (Мельпомена, 13))
| « Арістей син Каістробія, проконнесець, в своєму епічному творі розповідає, що він, натхнений Фебом, прибув до ісседонів, а за ісседонами живуть одноокі люди арімаспи, а ще далі за ними є грифи, які охороняють золото, а там далі біля моря живуть гіпербореї. Всі вони, крім гіпербореїв, починаючи від арімаспів, постійно нападають на своїх сусідів. Арімаспи витіснили з країни ісседонів, а ісседони скіфів, а кімерійців, які жили біля південного моря, скіфи змусили покинути країну.»[18] |

### КомпіляціїПлінія Старшого(Naturalis Historia)[23]
- IV, 88 «Від Тафр вглиб материка займають: авхети, у яких починається Гіпанис…»;[24]
- VI, 22 «За іншими, що сюди вдерлися скіфи: авхети, атернеї, асампати; вони вщент винищили танаїтів та напеїв.»[17]
- VI, 50 «Найвідоміші з них — … евхати, котіери… Кажуть, що там напеї були знищені палеями.»[25]

### Скіфський міф уДіодора(Bibliotheca Historica, ІІ, XLIII)
| «Спочатку вони жили в дуже незначній кількості біля річки Аракс… але ще в давнину під керуванням одного войовничого та маючого стратегічні здібності царя вони захопили собі країну в горах до Кавказу, та в низовинах узбережжя Океану й Меотійського озера, та й інші області до річки Танаїса. Згодом, за скіфським переказами, з'явилася у них народжена землею діва, у якої верхня частина тіла до пояса була жіноча, а нижня — зміїна. Зевс злігся з нею та народив сина на ім'я Скіф, який, перевершивши славою усіх своїх попередників, назвав народ своїм ім'ям — скіфи. Серед нащадків цього царя були два брати, що відрізнялися звитягою; один з них звався Пал, а інший — Нап. Коли вони скоїли славні подвиги і розділили між собою царство, по імені кожного з них назвалися народи, один палами, а інший напами.»[15] |

### Скіфський міф у Геродота (Мельпомена, 5-6)
| «5. Скіфи кажуть, що їхній народ є наймолодший(1) серед усіх народів, і ось як це сталося. їхня країна була пустелею і перша людина, що там з'явилася, був такий, що називався Таргітаєм(2). Батьками цього Таргітая, як вони кажуть, але я цьому не вірю, були, за їхнім твердженням, Зевс і дочка бога ріки Борісфена (3). Від них походив Таргітай і у нього було троє синів: Ліпоксай, Арпоксай і молодший Колаксай. Коли вони були царями, з неба впали на скіфську землю зроблені з золота плуг, ярмо, сокира і чаша (4). Перший побачив їх старший і наблизився, щоб їх узяти, але все це золото, коли він підійшов туди, почало горіти. Він віддалився і тоді до них підійшов другий, але із золотом сталося те саме. Отже так своїм полум'ям прогнало їх золото. Проте, коли до нього наблизився третій, молодший, золото згасло і тоді він узяв його собі і пішов із ним додому. І старші брати, після того, що вони побачили, погодилися передати все царство молодшому. 6. Отже, як кажуть, від Ліпоксая походять ті скіфи, плем'я яких називається авхатами, від середнього брата, Арпоксая, ті, що називаються катіарами і траспіями і, нарешті, від молодшого брата походять ті, що називаються паралатами(1), а всі вони разом, як кажуть, називаються сколотами, а ця назва була ім'ям їхнього царя. Назву скіфи (2) їм дали елліни.»[26] |

## Сколото—авестійськіпаралелі
Окремої уваги заслуговує факт, що окрім висловлених гіпотез щодо належності мови сколотів до однієї (пд.-сх.) мовної групи іранських мов разом з мовою бактрійською, існують і певні паралелі з міфами, записаними у Авесті, а саме:
| Сколоти/ Скіфія Європейська                                  | Авеста                                                                |
| ------------------------------------------------------------ | --------------------------------------------------------------------- |
| Паралати                                                     | Парадата                                                              |
| Чотирикутна Скіфія — батьківщина Таргітая (Геродот, IV, 101) | Варна чотирикутна, батьківщина праведного Траетаони (Відевдат, 1, 17) |
| Три сини Таргітая                                            | Три сини Траетаони                                                    |
| Таргітай — син німфи Борисфену                               | Траетаона — син водяного                                              |

## Перелік епіграфічних джерел Північного та Північно-Західного Причорномор'я з історіїсколотів (скіфів європейських)

### Скіфія класичного періоду
- Графіті-посв'ята Аполону Борею, датовано першою половиною VI ст. до н. е. (за Ю. Г. Віноградовим) чи 2/4-3/4 IV ст. до н. е. (за Г. С. Русяєвою): грец. "Άναγέρρης Άναχυρςő Σκ[ο]λότη[ς] Άπ[ό]λλωνι Βορῆι μέλι πατρ[ώιον άνέθηκεν]" — укр. «Анагер Анахірсів Сколот Аполону Борею мед батьківський посвятив».[29]

- IGDOlbia 4. Напис на наразі втраченій «каблучці Скіла»[30] укр. «Скілове. Накажи бути з Арготом.»[31]

- SEG 40:625. Лист Апатурія Невменію,[32] який датовано близько 400 р. до н. е. укр. «Апатурій Невменію. Оселедці звези додому. Рівно й покрівельну деревину, й нехай ніхто не переймається твоїми справами окрім мене. й, безумовно, ретельно доглядай волів, й взнай, хто везтиме данину скіфам (їхатиме до Скіфії).»[33]

- SEG 52:749. Посв'ята Ахілу (грец. «[Ἀχιλ]λεῖ Σκυ[θίας μεδέοντι]») з Тірасу, датовано кінцем V ст. до н. е.[34]

- Порінах (грец. Ποριναχο) — сигнатура зброяра-скіфа, відома з пам'яток курганів Куль-Оба та N30 біля с. Велика Білозерка.[35]

#### Свинцеві пластини-наврочення з Ольвії
Наразі відомо щонайменше три пластини з навроченнями, у яких згадано сколотські антропоніми. Їх інтерпретовано як «пов'язані з судовими справами.» Але згадані у них скіфські антропоніми дають підстави для припущень, що ці наврочення були пов'язані не з судовими, а з комерційними справами між сколотського верхівкою та окремими олігархічними родинами Ольвії, й заподіювалися представниками тих олігархічних родин, яких за тих чи інших обставин було виключено з цих операцій. Отже:
- IGDOlbia 106 (датовано у проміжку 360—340 рр. до н. е.[36]) зі згадкою представників олігархічних родин Ольвії та трьох скіфських антропонімів — Таторак (грец. Θατορακο), Кафак (грец. Καφακης) та Атай (грец. Ἀταης);[38]

- IGDOlbia 104 (датовано бл. 340 р. до н. е.[36]) зі згадкою представників олігархічних родин Ольвії та двох скіфських антропонімів — Пінак (грец. ПINAK) та Кафак (грец. КАФАКЕМ);[39]

- пластина (датовано межею IV—III ст.ст. до н. е.) з антропонімом Хараспа (грец. Χαρασπα[_])[40]

### Скіфія еліністичного періоду
- IosPE I² 32. Декрет ольвіополітів Протогену,[41] за останніми дослідженнями датований 220—210 р.р. до н. е., описані у декреті події датуються 260-250-ими рр. до н. е.[42] Уривок стосовно скіфів наступний: укр. «… Ще ж, коли найбільша частина міста з боку річки, саме вся частина біля гавані й прилегла до колишнього рибного ринку, до того місця, де герой Сосій, що не була оточена мурами, а перебіжчики сповіщали, що галати та скіри уклали союз й зібрали великі сили, які й з'являться взимку, а понад те ще, що фісамати, скіфи та савдарати шукають укріпленого місця, також боячись жорстокості галатів й коли внаслідок цього багато впали у відчай та приготувалися залишити місто. Разом з тим в країні сталося багато й іншого лиха: було підкуплено усе рабське населення та мікселіни, що населяють передгір'я чисельністю не менш як півтори тисячі, — вони в минулу війну були спільниками міста; й виселилося багато іноземців й не мала кількість громадян. Внаслідок цього, зібрався народ, прийшовши в зневіру і уявляючи собі загрозливу небезпеку й жахи, запрошував усіх заможних допомогти та не допустити, щоб вітчизна, з давніх часів збережена, підпала владі ворогів…»[43]

- IosPE I²668. Уривок напису з Неаполя укр. «Цар Скілур син царя…»[44][45]

- SEG 37:674. Посв'ята доньки Скілура Сенамотіс за царя Перісада укр. «За царя тричі Перісада, сина царя Боспору Перісада, Сенамотіс, дружина Геракліда та донька Скілура, присвятила цей офірний стіл Дітагойї.»[46][47][48]

- CIRB 75. Посв'ята колегії фіаситів за царицю Камасарію укр. «Перісад. Камасарія. Аргот. За царя й архонта Перісада, сина царя Перісада, Філометра та цариці Камасарії, дочки Спартока, Філотекни та Аргота, сина Іданта, цариці Камасарії чоловіка…»[49]

- епітафія Арготу у Неаполі укр. 
«Кам'яну цю гробницю велеславному спорудив
Арготу Скіфії володар, багатої кінськими вигонами
дружині заповідаючи тужити за родичем богобійно
заради елінів шани й приязні
багатьма силами стаючи на захист [вітчизни на племена]
фракійців й меотів [Ареса] кару наслав й розпорошив
синів шістдесят й дочок саме стільки [народив]
виховав їх подібно до сина Ід[анта]»[50]

- IosPE I² 226. укр. «скіфське місто Ольвія»[51].

- IosPE I² 672. Посв'ята Аполону на честь перемоги над сатархами[52]

- IosPE I² 352. декрет херсонеситів Діофанту укр. «… прийнявши на себе війну зі скіфами, він, прибувши до нашого міста, відважно скоїв з усім військом переправу на той бік, коли ж скіфський цар Палак раптово напав на нього з великим військом, він, мимоволі прийнявши битву, примусив до втечі скіфів, які вважалися непереможними…. взявши з собою громадян квітучого віку, проник в середину Скіфії. Коли ж скіфи здали йому царські фортеці Хабеї та Неаполь, вийшло те, що майже всі зробилися підвладними цареві Мітрідату Євпатору… Коли ж скіфи виявили вроджену їм підступність, відклалися від царя та змінили стан справ й коли цар Мітрідат Євпатор з цієї причини знову вислав з військом Діофанта, хоча час схилялося до зими, Діофант зі своїми воїнами та найсильнішими з громадян рушив проти самих фортець скіфів, але, будучи затриманий негодою й повернувши в приморські місцевості, опанував Керкінітидой та Стінами та приступив до облоги жителів Прекрасного порту; коли ж Палак, вважаючи, що час йому сприяє, зібрав усіх своїх та, окрім того, залучив на свій бік народ ревксиналів… Діофант зробив розумну диспозицію, наслідком чого для царя Мітрідата Євпатора була перемога славна і достопам'ятна на всі часи: бо з піхоти майже ніхто не врятувався, а з вершників вислизнуло небагато. Не гаючи (потім) ні хвилини в бездіяльності, (Діофант), взявши військо, пішовши на початку весни на Хабеї та Неаполь із усією вагою (…) бігти, а інших скіфів радитися про (…) коли ж скіфи з Савмаком на чолі підняли повстання і вбили вигодувавшого його боспорського царя Перісада, а проти Діофанта склали змову, він, уникнувши небезпеки, сів на відправлений за ним громадянами корабель та, прибувши [до нас] й вмовивши громадян, [а також] маючи всіляке сприяння пославшого його царя Мітрідата Євпатора, на початку весни з'явився з суходільним та морським військом, а крім того взяв й добірних з громадян на трьох судах та, вирушивши з нашого міста, взяв Феодосію й Пантікапей, винуватців повстання покарав, а Савмака, вбивцю царя Перісада, захопивши в свої руки, вислав в царство Мітрідата…»[53]

- Низка графіті, знайдених на залишках св'ятилища в урочищі Джангуль на півострові Тарханкут, яке датоване II ст. до н. е.[54] Висловлено гіпотезу, що теонім належить скіфській богині чи богу (скіф. *Targā / *Tarkā), що її (його) св'ятилище мало назву Таркана (скіф. *Tarkāna) й було згадано Клавдієм Птолемеєм (Geo., III, 5, 27 — грец. "Τράκανα"):[55]

грец. Δι[...] Άχλλεῖ Σω[...] Ταρκῃ Σωτ[...]κεν — укр. «Ахіл Спаситель… Таркі Спаситель…»
грец. Σώπο[...] ύπέρ [...] ταργ[...]
грец. [...] τᾶι Ταργα[...]
грец. Ταργο, σοῖ, Αρε[...]
- IScM I, 15. Істрійський декрет Агафоклу зі згадкою Малої Скіфії грец. "Σκυθίαν"[56], який датовано межею ІІІ-ІІ ст.ст. до н. е. чи самим поч. II ст. до н. е.

- IGBulg V 5003 . Посв'ята Антигона, яку датовано близько/ після 179 р. до н. е.: укр. «Антигон Гераклітів зі Стібера македонець за царя Саріака Діоскурам рятівникам»[57][58]

- IGBulg I² 41. Декрет з Одессоса Гермею Асклепіодорову зі згадкою укр. «царя скіфів Каніти», та констатацією, що Гермей укр. «вивозив від скіфів та завозив до елінів крізь Одесос усілякий крам».[59]

## Скіфо-сколотські антропоніми у епіграфіці та нумізматиці Північного та Північно-Західного Причорномор'я
Аатаа(?) (грец. AATAA AΛ) — графіті на срібному кубку з кургану Чортомлик.

Айлій (грец. ΑΙΛΙΟΣ) — легенда на монетах грец. ΒΑΣΙΛΕ ΑΙΛΙΟΣ

Акроса (грец. ΑΚΡΟΣΑ) — легенда на монетах грец. ΒΑΣΙΛΕ ΑΚΡΟΣΑ

Актігайа (грец. Ἀκτιγαίοˉ) — IGDOlbia 30 [Архівовано 25 листопада 2015 у Wayback Machine.]

Анагерр (грец. Άναγέρρης) — ольвійське графіті грец. Άναγέρρης Άναχυρςő Σκ[ο]λότη[ς] Άπ[ό]λλωνι Βορῆι μέλι πατρ[ώιον άνέθηκεν]

Анахірс (Анахурс) (грец. Άναχυρςő) — ольвійське графіті грец. Άναγέρρης Άναχυρςő Σκ[ο]λότη[ς] Άπ[ό]λλωνι Βορῆι μέλι πατρ[ώιον άνέθηκεν]

Аргот (грец. Ἀργότας) — CIRB 75 [Архівовано 23 жовтня 2013 у Wayback Machine.], IGDOlbia 4 [Архівовано 29 жовтня 2013 у Wayback Machine.]

Аріх (грец. Ἀρίχο̄) — IGDOlbia 3,1a

Асайї/ Ашайї (грец. Ἀσαίης) — Tolstoi, Graffiti 218 [Архівовано 25 листопада 2015 у Wayback Machine.]

Асар/ Ашар (грец. Ἄσαρος) — CIRB 914 [Архівовано 15 жовтня 2014 у Wayback Machine.]

 Атай (грец. ΑΤΑΙΑΣ / ΑΤΑΙΑ / Ἀταης) — легенди на монетах; IGDOlbia 106 [Архівовано 8 грудня 2015 у Wayback Machine.]

 Атак (грец. Ἀτάκεος / Ἀτακους) — CIRB 914 [Архівовано 15 жовтня 2014 у Wayback Machine.], IGDOlbia 25 [Архівовано 25 листопада 2015 у Wayback Machine.]

Ахакса (грец. Αχαξης) — графіті на котілі з Німфею другої пол. V ст. до н. е.
Бастак (грец. Βαστάκας) — CIRB 171

Дітагойя (грец. Διθαγοιαι) — SEG 37:674 [Архівовано 23 жовтня 2013 у Wayback Machine.]

Емінак (грец. Ἐμινακο̄ / [Ἐμι]νάκο̄) — IGDOlbia 3,4  SEG 32:803

Ігдампай (грец. Ἰγδαμπαίης) — SEG 30:909 [Архівовано 29 листопада 2014 у Wayback Machine.]

Ідант (грец. ’Ιδ[αν]θος) — CIRB 75 [Архівовано 23 жовтня 2013 у Wayback Machine.]

Ідантем (грец. Ιδανθέμις) — SEG 32:724 [Архівовано 11 серпня 2014 у Wayback Machine.]

Каніта (грец. Κανιται / ΚΑΝΙΤΟΥ) — IGBulg I² 41 [Архівовано 23 жовтня 2013 у Wayback Machine.], легенда на монетах грец. ΒΑΣΙΛΕΩΣ ΚΑΝΙΤΟΥ

Кафак (грец. Καφακ) — IGDOlbia 104 [Архівовано 8 серпня 2016 у Wayback Machine.]; IGDOlbia 106 [Архівовано 8 грудня 2015 у Wayback Machine.]

Коконак (грец. Κοκονακος) — SEG 52:742 [Архівовано 24 вересня 2014 у Wayback Machine.]

Коландак (грец. Κολανδάκης) — Tolstoi, Graffiti 7 [Архівовано 18 квітня 2016 у Wayback Machine.]

Копінак (грец. Κοπινακος) — графіті на чорнолаковому кіліку (котілі) датована близько 480 р. до н. е. з Березані грец. Κοπινακος Αγ[---].

 Лік (Лук) (грец. ΛYΚΟ / ΛΥΚ /  λύκος) — SEG 40:640,12 [Архівовано 28 грудня 2013 у Wayback Machine.], SEG 37:666,14c [Архівовано 24 вересня 2014 у Wayback Machine.],

Маза (грец. Μαζις) — CIRB 200 [Архівовано 24 вересня 2014 у Wayback Machine.]

Мані (грец. Μ(α)νι(ς))

Октамасад (грец. Ὀκταμασάδεα) — IosPE I² 52:740 [Архівовано 21 квітня 2014 у Wayback Machine.]

Октамасіад (грец. Ὀκταμασιάδης)

Палак (грец. Πάλακος) — IosPE I² 352

Патіка (грец. Πατικα) — SEG 27:448 [Архівовано 8 грудня 2015 у Wayback Machine.]

Порінах (грец. Ποριναχο) — сигнатура зброяра-скіфа, відома з пам'яток курганів Куль-Оба та N30 біля с. Велика Білозерка.
Савмак (грец. Σαύμακος) — IosPE I² 352, легенда на монетах грец. ΒΑΣΙ ΣΑΥΜ

Саріак (грец. Σαριακος / ΣΑΡΙΑ / [Σ]αρία) — IGBulg V 5003 [Архівовано 23 жовтня 2013 у Wayback Machine.], CIRB 222, легенда на монетах грец. ΒΑΣΙΛΕΩΣ ΣΑΡΙΑ, IosPE II 116 

Сенамоті (грец. Σεναμωτις) — SEG 37:674 [Архівовано 23 жовтня 2013 у Wayback Machine.]

Скіл (Скул) (грец. Σκύλεω / ΣКYЛ) — IGDOlbia 4 [Архівовано 29 жовтня 2013 у Wayback Machine.]

Скілур (грец. Σκίλουρος) — IosPE I²668 [Архівовано 29 жовтня 2013 у Wayback Machine.], SEG 37:674 [Архівовано 23 жовтня 2013 у Wayback Machine.], легенда на монетах грец. ΒΑΣΙΛΕ ΣΚΙΛΟΥΡΟΥ

Сколот (грец. Σκ[ο]λότη[ς]) — ольвійське графіті грец. Άναγέρρης Άναχυρςő Σκ[ο]λότη[ς] Άπ[ό]λλωνι Βορῆι μέλι πατρ[ώιον άνέθηκεν]

Спал (?) (грец. Σπαλω) — SEG 50:702,II  [Архівовано 15 грудня 2014 у Wayback Machine.]

Спаропай (грец. [Σ]παροπάịης) — SEG 40:643 [Архівовано 25 листопада 2015 у Wayback Machine.]

Тануса(л) (грец. ΤΑΝΟΥΣΑ /Τανυσάλου) — CIRB 708 [Архівовано 28 грудня 2013 у Wayback Machine.], легенда на монетах грец. ΒΑΣΙΛΕΩΣ ΤΑΝΟΥΣΑ

Тапересай (грец. Ταπερεσαίο) — CIRB 219, IosPE IV 388

Тарг(а) (Таркі) (грец. Ταρκῃ / Ταργα / Ταργο) — низка графіті зі святилища в урочищі Джангюль.

Татай (грец. Θαθαίην) — відоме з листа Апатурія Леонакту.

Таторак (грец. Θατορακος) — IGDOlbia 106 [Архівовано 8 грудня 2015 у Wayback Machine.]

Тірбак (Турбак) (грец. Τυρβακ[ος(?)]) — SEG 48:1021,2

Ханак (грец. Χανάκης) — CIRB 943, CIRB 1073 [Архівовано 8 грудня 2015 у Wayback Machine.]

Хараспа (грец. ΧΑΡΑΣΠΟΥ) — легенда на монетах грец. ΒΑΣΙΛΕΩ(Σ) ΧΑΡΑΣΠοΥ; (грец. Χαρασπα[_])

Харсенак (грец. Χαρσενάκεω) — CIRB 1104 [Архівовано 8 грудня 2015 у Wayback Machine.]

Хімінак (Хімунак) (грец. "Χιμυνακης") — SEG 40:635